# Ü
Ü, ü (U с умлаутом) — буква расширенной латиницы.
В немецком алфавите обозначает умлаутированный гласный звук, отсюда название — «У-умлаут». Чередование u~ü часто происходит при образовании формы множественного числа существительного. Пример: das Buch — die Bücher (книга — книги).
В азербайджанском, турецком, татарском, крымскотатарском, эстонском, кыргызском и венгерском языках, а также в проекте казахского алфавита на латинской основе, обозначает нейотированный звук [y].
Буква используется в испанском языке (а также в каталанском) в случае, когда нужно передать звук «у» между буквами G и E, либо между G и I. В каталанском также используется в таком же значении между Q и E или I.
В пиньине Ü (после нулевой инициали — yu; после j, q и x — u) используется в записи финалей -üan, -üe, -ün и -ü. При наличии у слога с этой буквой какого-либо тона, кроме нейтрального, над ней ставится дополнительный диакритический знак, обозначающий тон, в результате чего образуется буква U с двумя диакритическими знаками (Ǘǘ Ǜǜ Ǚǚ Ǖǖ).

## Полиграфы

### Диграфы
В немецкой письменности буква Ü имеет диграфический аналог UE.